# Число Галилея
Число, или критерий Галилея ({\displaystyle \mathrm {Ga} }) — один из критериев подобия, использующийся в гидродинамике и теплопередаче и получающийся из комбинации других критериев подобия:
{\displaystyle \mathrm {Ga} =\mathrm {Re^{2}/Fr} ={\frac {g\rho ^{2}l^{3}}{\mu ^{2}}},}
где
- {\displaystyle \mathrm {Re} } — число Рейнольдса ({\displaystyle \mathrm {Re} ={\frac {\rho vl}{\mu }}});
- {\displaystyle \mathrm {Fr} } — число Фруда ({\displaystyle \mathrm {Fr} ={\frac {v^{2}}{gl}},})
- {\displaystyle g} — ускорение свободного падения ({\displaystyle g\approx 9{,}81} м/с²);
- {\displaystyle \rho } — плотность, кг/м³;
- {\displaystyle l} — определяющий размер, м;
- {\displaystyle \mu } — динамическая вязкость, Па·с.

## Физический смысл
Критерий Галилея показывает соотношение между силами гравитации и силами вязкости в среде.